# Hemisus perreti
Hemisus perreti es una especie de anfibio anuro de la familia Hemisotidae.

## Distribución geográfica
Esta especie habita desde el nivel del mar hasta 110 m de altitud:
- en el extremo oeste de la República Democrática del Congo, en Bas-Congo, al norte del estuario del río Congo;
- en Angola en el enclave de Cabinda;
- en el suroeste de Gabón.[4]

Su presencia es incierta en la República del Congo.

## Etimología
Esta especie lleva el nombre en honor a Jean-Luc Perret.

## Publicación original
- Laurent, 1972 : Tentative revision of the genus Hemisus Günther. Annales du Musée Royal de l’Afrique Centrale. Série in Octavo, Sciences Zoologique, vol. 194, p. 1–67.[5]